# La Revanche d'une blonde (bande originale)
Pour les articles homonymes, voir Legally Blonde (homonymie).
Albums de Divers artistes
La blonde contre-attaque
(2003)
Legally Blonde - Original Motion Picture Soundtrack, est la bande originale distribué par A&M Records, de la comédie américaine, La Revanche d'une blonde, réalisé par Robert Luketic en 2001. 
La bande originale contient le single Perfect Day, interprété par la chanteuse Hoku. Hoku Perfect Day vidéo officielle sur Youtube

## Liste des titres
| 1.    | Perfect Day                          | Hoku                | 3:28 |
| 2.    | One Girl Revolution                  | Superchick          | 3:17 |
| 3.    | We Could Still Belong Together       | Lisa Loeb           | 2:54 |
| 4.    | Love Is A Beautiful Thing            | Krystal             | 3:40 |
| 5.    | Magic                                | The Black Eyed Peas | 3:47 |
| 6.    | Don't Need You To Tell Me I'm Pretty | Samantha Mumba      | 3:35 |
| 7.    | A Thousand Miles (Interlude)         | Vanessa Carlton     | 3:58 |
| 8.    | Watch Me Shine                       | Joanna Pacitti      | 3:18 |
| 9.    | Ooh La La                            | Valeria             | 3:51 |
| 10.   | Can't Get Me Down                    | Lo-Ball             | 2:48 |
| 11.   | Sex Machine                          | Mýa                 | 3:42 |
| 38:18 |                                      |                     |      |

## Musiques additionnelles
- Outre les titres présents, sur l'album, on entend aussi durant le film les morceaux suivants [1] :
  - Baby, Come on Over
    - Écrit par Anders Bagge, Arnthor Birgisson et Samantha Mumba
    - Interprétée par Samantha Mumba
    - Avec l'aimable autorisation d'Universal International Music, B.V.
    - Par arrangement avec A&M Records
    - Sous licence d'Universal Music Enterprises

  - Sound of Milwaukee
    - Écrit par Quentin Cook
    - Interprété par Fatboy Slim
    - Avec l'aimable autorisation de Skint Records/Astralwerks Records

  - Get Down on It
    - Écrit par Robert Kool Bell[2], Ronald Bell, George Funky Brown[3], Eumir Deodato, Robert Spike Mickens[4], Claydes Smith et J.T. Taylor[5]
    - Interprété par Kool & The Gang
    - Avec l'aimable autorisation de The Island Def Jam Music Group
    - Sous licence d'Universal Music Enterprises

  - That's the Way (I Like It)
    - Écrit par Harry Wayne Casey[6] et Richard Finch
    - Interprété par KC & The Sunshine Band
    - Avec l'aimable autorisation de Rhino Entertainment Company
    - Par arrangement avec Warner Special Products et EMI Records, Ltd.
    - Sous licence EMI-Capitol Music Special Markets

  - You Sexy Thing
    - Écrit par Errol Brown
    - Interprété par Hot Chocolate
    - Avec l'aimable autorisation de Capitol Records
    - Sous licence EMI-Capitol Music Special Markets